# Project Gutenberg
Das Project Gutenberg (PG) ist eine über das Internet zugängliche und von Ehrenamtlichen erstellte freie digitale Bibliothek. Auf der Website des Projekts können mehr als 75.000 E-Books kostenlos gelesen und heruntergeladen werden, die meisten englischsprachig. Das deutschsprachige Projekt Gutenberg-DE ist trotz der Namensgleichheit ein eigenständiges Projekt und kein Bestandteil von Project Gutenberg.

## Technische Aspekte
Im Project Gutenberg werden E-Books von gemeinfreien, vorwiegend literarischen, Texten erstellt. Dazu wurden die Bücher ursprünglich von Hand abgetippt, auf den Server des Projekts hochgeladen und schließlich korrekturgelesen. Seit den 1990er Jahren kommen zunehmend auch Buchscanner und Texterkennungssoftware zum Einsatz. Seit Mitte der 1990er Jahre stehen die angebotenen Texte über das Internet zur Verfügung.
Die Bücher sind in verschiedenen Datenformaten verfügbar: Als ASCII-Textdateien (die neueren Ausgaben im Format UTF-8), als EPUB und Mobi für den Amazon Kindle (jeweils mit und ohne Bilder) sowie als HTML-Dateien. Letztere kann man direkt online im Webbrowser lesen. Alle Daten können sowohl einzeln als auch in größeren Paketen – in passenden Größen für CDs oder DVDs – heruntergeladen werden. Dateien werden als HTTP-, FTP- und Peer-to-Peer-Downloads (über Magnet-Links) angeboten.
Neben elektronischen Texten finden sich in geringerem Umfang auch Bilder, Filme, Audiodateien und andere Dokumenttypen. Einige Dateien stehen unter einem Urheberrecht, in diesen Fällen haben die Autoren ihre Zustimmung zur Aufnahme in das Projekt erteilt.
Ein Großteil der veröffentlichten Werke wird durch die Organisation Distributed Proofreaders aufbereitet (korrekturgelesen). Über eine leicht zugängliche Weboberfläche kann hier jeder kostenlos einen Beitrag leisten, um das Projekt zu unterstützen.

## Geschichte

Der Gründer Michael S. Hart (links) und der erste CEO Gregory Newby (rechts) bei der H.O.P.E.-Konferenz 2006

Das Project Gutenberg ist die älteste digitale Bibliothek der Welt. Es wurde von dem US-Amerikaner Michael S. Hart gegründet und nahm seinen Betrieb 1971 auf. Namensgeber war der Erfinder des modernen Buchdrucks Johannes Gutenberg. Das erste Dokument wurde am 1. Dezember 1971 veröffentlicht.
Das Corpus besteht ganz überwiegend aus englischsprachigen Werken, zunehmend werden aber auch anderssprachige Bücher aufgenommen.
Neben literarischen Werken kann seit dem November 2002 das entschlüsselte menschliche Genom des Human Genome Project abgerufen werden.
Neben Schriftwerken gibt es auch Hörbücher.
Alle Dateien des Project Gutenberg können durchweg kostenlos heruntergeladen und weiterverteilt werden; bei der Weiterverwendung besteht lediglich die Einschränkung, dass der Vorspann des Project Gutenberg stets unverändert erhalten bleiben muss. Sollte der weiterverteilte Text geändert worden sein, darf er nicht mehr als Gutenberg-Text bezeichnet werden. Das Projekt legt US-amerikanisches Recht zugrunde und weist ausdrücklich darauf hin, dass das Urheberrecht des jeweiligen Landes, in dem der Benutzer lebt, anderes vorsehen kann.

Entwicklung des Angebots an E-Books im Project Gutenberg

Das Projekt hat schon mehr als 75.000 Werke veröffentlicht, darunter auch mehr als 2000 deutschsprachige Bücher.

## Sperrung in Deutschland
Zeitweise waren seit dem 1. März 2018 Benutzer mit einer deutschen IP-Adresse durch die Betreiber des Projekts vom gesamten Angebot ausgeschlossen, ein sogenannter Geoblock.
Der zur Verlagsgruppe Holtzbrinck gehörende Verlag S. Fischer hat bzw. hatte die Nutzungsrechte an Werken von Autoren wie Thomas Mann und Heinrich Mann. Das Urheberrecht läuft in Deutschland erst 70 Jahre nach dem Tod des Autors aus. In den USA sind diese Werke aber schon vorher gemeinfrei (public domain).
Der Verlag ließ sich von der für Massenabmahnungen berüchtigten Kanzlei Waldorf Frommer vertreten. Er forderte die Entfernung von achtzehn Werken, außerdem Schadenersatz und die Offenlegung aller IP-Adressen, von denen aus jene Werke heruntergeladen worden waren.
Das Landgericht Frankfurt am Main urteilte, dass die Werke in Deutschland unzugänglich gemacht werden dürfen, aber nicht entfernt werden müssen. Die Serverlogs waren schon gelöscht, weshalb keine IPs herausgegeben werden konnten.
Als Folge des Urteils wurde das gesamte Angebot von Project Gutenberg für deutsche IP-Adressen gesperrt.
Der Verlag kritisierte die Praxis des Project Gutenberg, weil damit auch die übergroße Mehrzahl gemeinfreier Texte nicht mehr frei abrufbar sei, was nicht das Ziel der Klage gewesen sei. Dies lege „aus Sicht des Verlags doch den Schluss nahe, dass man die Nutzer instrumentalisieren und zu Protesten gegen den Verlag veranlassen will“. Das Project Gutenberg sah sich andererseits der Gefahr ausgesetzt, auch wegen weiterer Titel mit derselben Problematik verklagt zu werden.
Der 11. Zivilsenat des Oberlandesgerichts Frankfurt am Main (OLG) bestätigte mit Urteil vom 30. April 2019 – Az. 11 O 27/18 – die Entscheidung des Landgerichts. Die Revision ließ das Oberlandesgericht Frankfurt nicht zu. Gegen das Urteil des OLG Frankfurt war nur die Möglichkeit der Nichtzulassungsbeschwerde beim Bundesgerichtshof gegeben (Az. I ZR 97/19).
Im Oktober 2021 wurde die Beilegung des Rechtsstreits bekannt gegeben. Die generelle Blockade deutscher IP-Adressen wurde aufgehoben, gesperrt waren lediglich noch die Werke der drei im Rechtsstreit benannten Autoren, soweit deren Urheberrecht in Deutschland noch nicht ausgelaufen war.
Siehe auch
- S. Fischer Verlag → Urheberrechtsstreit mit Project Gutenberg
- Waldorf Frommer → Gerichtsverfahren

## Wirkung
- Das Wikimedia Projekt Wikisource hieß die ersten drei Jahre seines Bestehens noch „Project Sourceberg“, was aus einem Wortspiel mit dem Namen von „Project Gutenberg“ hervorging.[15]